# Giuseppe d'Asburgo-Lorena
Giuseppe Antonio Giovanni Battista d'Asburgo-Lorena, arciduca d'Austria (Firenze, 9 marzo 1776 – Buda, 13 gennaio 1847), è stato palatino d'Ungheria dal 1796 al 1847. Era il settimo figlio maschio di Leopoldo II, imperatore del Sacro Romano Impero e dell'infanta Maria Luisa di Spagna.

## Biografia

### Infanzia e giovinezza

La famiglia del Granduca Leopoldo
Johann Zoffany, Kunsthistorisches Museum (1776)

Giuseppe era uno dei quindici figli di Leopoldo II, Imperatore del Sacro Romano Impero e dall'Infanta Maria Luisa di Spagna. Tramite suo padre, era nipote di Maria Teresa d'Austria, imperatrice vedova del Sacro Romano Impero, regina regnante di Boemia e Ungheria. La famiglia viveva a Palazzo Pitti a Firenze, ma trascorreva le estati nella Villa del Poggio Imperiale o la Villa di Poggio a Caiano, e qualche inverno a Pisa.
La coppia granducale creò un ambiente caldo e intimo per i propri figli. Crebbero i figli secondo i principi moderni dell'epoca, prestando particolare attenzione alla loro dieta e al regolare esercizio fisico. Il loro piano educativo comprendeva sia l'istruzione cortese vecchio stile, incentrata sull'etichetta e sul dovere reale, sia le nuove idee di Locke e Rousseau. Fino al compimento dei quattro anni, i bambini erano affidati a uno staff tutto al femminile composto da donne di lingua tedesca, italiana e francese alle quali era consentito usare solo la rispettiva lingua madre con loro. L'insegnamento della lettura e della scrittura iniziava all'età di tre anni e le lezioni regolari di lingua un anno dopo. Come voleva la nonna, l'imperatrice vedova Maria Teresa, che ne seguiva da vicino lo sviluppo, la vita della famiglia ruotava attorno alla stretta osservanza di tutti i riti cattolici. I bambini ascoltavano testi religiosi mentre si preparavano al mattino, assistevano alla messa, studiavano il catechismo e recitavano il rosario tutti i giorni.
Fu sempre l'imperatrice a nominare dei giovani arciduchi, il conte Franz de Paula Karl von Colloredo-Waldsee che era aiutato dal marchese maggiore Federigo Manfredini, e precettori in tutti gli argomenti. Era obiettivo comune del granduca Leopoldo e del conte Colloredo insegnare ai fanciulli a condurre una vita semplice, umile, rispettosa e devota al benessere dei propri sudditi. Nel loro apprendimento, è stato insegnato loro ad essere curiosi e indipendenti. Ci furono alcuni contrasti tra il granduca e il conte Colloredo, poiché il primo voleva che i suoi figli conducessero una vita il più libera e senza restrizioni possibile, mentre il secondo si aspettava che fossero aggraziati, seri e disciplinati. Lo stesso arciduca Giuseppe fu sotto la guida di Colloredo solo per due anni e mezzo, e quando se ne andò nel 1782, il maggiore Manfredini prese il suo posto.
La fase preparatoria dell'educazione di Giuseppe durò fino all'età di nove anni, quando imparò a parlare e scrivere in tedesco, francese, italiano e latino. Ricevette l'educazione tradizionale degli arciduchi austriaci, imparando etichetta e condotta (il comportamento previsto nell'alta società), genealogia, geografia, storia, etica, diritto, diritto naturale, scienze politiche e matematica. Giuseppe aveva una preferenza per la storia, l'archeologia e la storia naturale, e non era portato per la matematica. Era importante per i suoi genitori che tutti i loro figli imparassero una qualche forma di lavoro manuale, e Giuseppe si interessò nel giardinaggio, botanica e orticoltura. Ha imparato la nomenclatura binomiale e la tassonomia di oltre seimila piante.

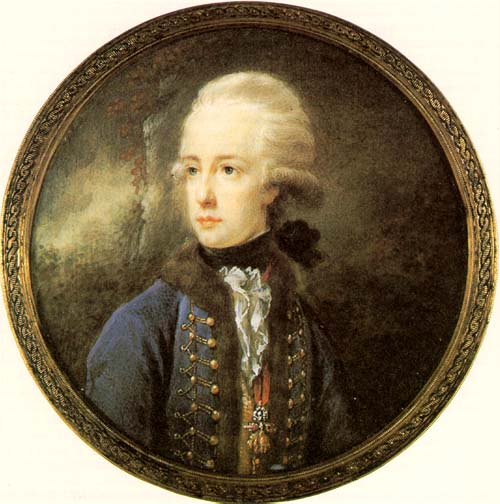
Giuseppe d'Austria intorno al 1788

L'insegnante che ebbe maggiore impatto sui bambini fu il conte Sigismund Anton von Hohenwart, un ex gesuita che in seguito divenne principe-arcivescovo di Vienna. La sua filosofia pedagogica era basata su idee illuministiche e insegnò agli arciduchi che la vera vocazione di una persona era quella di lottare per la felicità propria e degli altri, che poteva essere raggiunta solo in una società. Ha analizzato con loro esempi di buona e cattiva arte di governo, concentrandosi sull'importanza delle istituzioni, della legislazione, dell'istruzione, delle scienze, delle arti e dei diversi aspetti dell'economia. Ha insegnato loro a valutare obiettivamente tutte le questioni.
Il padre dell'arciduca Giuseppe, il granduca Leopoldo, era l'erede presunto al trono di suo fratello, Giuseppe II. Alla sua morte nel 1790, Leopoldo e la sua famiglia si trasferirono a Vienna. Con l'avvicinarsi del suo quindicesimo compleanno, iniziò la fase finale, triennale della sua formazione, incentrata sull'addestramento militare e sulle scienze politiche, comprese materie come politica, storia e diritto, che apprese dal consigliere di corte Franz von Zeiller. Lui e i suoi fratelli hanno viaggiato molto e ispezionato diverse istituzioni, registrando le loro esperienze nei loro diari.

### Prima visita a Buda
Nel 1792, il sedicenne Giuseppe perse entrambi i genitori in tre mesi e suo fratello maggiore, Francesco, divenne imperatore. Giuseppe lo accompagnò alle sue incoronazioni a Francoforte, Praga e Buda. Quella era la sua prima visita a Buda, e andò a vedere la biblioteca, l'orto botanico e la collezione di storia naturale della Royal University of Pest (oggi Università Loránd Eötvös). Ha incontrato i leader del paese, trascorrendo la maggior parte del tempo con József Batthyány, principe-arcivescovo di Esztergom, ma anche vedendo il giudice reale Károly Zichy e il cancelliere Károly Pálffy.

### Visita nei Paesi Bassi austriaci
Nel 1794 Giuseppe fece il suo secondo viaggio, questa volta nei Paesi Bassi austriaci. Dopo essere stato presente al giuramento del fratello a Bruxelles, studiò la cultura e l'economia del paese. Dal 14 aprile al 31 maggio è stato sul campo di battaglia e ha assistito a una piccola vittoria e a molteplici sconfitte. Ha sempre analizzato le tattiche sia dell'esercito imperiale che dell'esercito rivoluzionario francese e ha disegnato caricature dei capi militari imperiali.

### Morte dell'arciduca Alessandro Leopoldo
Quando il padre di Giuseppe divenne re d'Ungheria nel 1790, ristabilì l'ufficio di palatino, che era vacante dal 1765. La Dieta d'Ungheria elesse uno dei suoi figli più giovani, l'arciduca Alessandro Leopoldo. Nel 1795 scoprì e represse una cospirazione del movimento giacobino ungherese guidato da Ignác Martinovics. Si è poi unito alla sua famiglia per una vacanza nei castelli di Laxenburg, dove ha progettato di sorprendere la sorella minore Amalia con uno spettacolo di fuochi d'artificio per il suo onomastico. Da appassionato pirotecnico, ha preparato lui stesso gli esplosivi.
Il 10 luglio, giorno dei festeggiamenti programmati, tra le 12 e le 13, qualcosa prese fuoco, facendo esplodere tutti i razzi preparati e la polvere da sparo rimasta. Suo fratello Carlo si precipitò in soccorso con i servi, ma questi faticarono a sfondare la porta. Questo ritardo è stato probabilmente ciò che ha portato alla morte di Alessandro Leopoldo. Venne trovato disteso privo di sensi sul pavimento, il collo, la schiena e le braccia coperti di ustioni. Ben presto riprese coscienza e visse per altre 40 ore in una terribile agonia, prima di spegnersi il 12 luglio.

## Governatore dell'Ungheria
La morte di Alessandro Leopoldo fu molto pianta dai nobili ungheresi progressisti, che avevano sperato che li avrebbe aiutati a stabilire una monarchia costituzionale. Emersero teorie del complotto, sostenendo che il defunto palatino avesse voluto impadronirsi della corona con l'aiuto del giudice reale Zichy, e la corte viennese lo fece assassinare per questo motivo. Una guardia della corona, il conte József Teleki, disse al re che sarebbe stato saggio consentire l'elezione di un altro membro della famiglia imperiale per calmare le tensioni. La contea di Moson propose Alberto, duca di Teschen, zio del re, che aveva servito come governatore dell'Ungheria dal 1765 al 1781, altri avrebbero preferito l'arciduca Carlo che divenne popolare con i suoi successi militari nelle guerre rivoluzionarie francesi, e il conte Teleki suggerì Giuseppe. Il 20 luglio l'imperatore nominò Giuseppe governatore dell'Ungheria.
La nomina di un governatore al posto di un palatino è stata vista come un passo indietro sulla strada dello sviluppo costituzionale e una grande vittoria per il partito reazionario della nobiltà ungherese guidato dal barone József Izdenczy. Questi circoli avevano dipinto al re un quadro cupo dell'Ungheria, convincendolo che una ribellione era imminente. Mentre Francesco II aveva già deciso che non avrebbe ripreso la dieta a causa della rivolta dei Martinovic, ora il partito di Izdenczy sperava di abolire la carica di palatino. Tuttavia, per evitare di turbare gli ambienti progressisti, il barone consigliò al re di dare più potere a Giuseppe di quello del precedente governatore, in modo che la sua posizione fosse più simile a quella di un palatino. Pertanto, Giuseppe non venne accolto con entusiasmo inequivocabile, soprattutto perché molti dei più alti titolari di cariche sono stati sostituiti contemporaneamente, il che sembra segnalare un cambio di regime.
Prima di essere inviato a Buda, il nuovo governatore ricevette un'istruzione in diritto ungherese dall'avvocato György Zsigmond Lakics, scelto da Izdenczy. Ricevette anche istruzioni dall'imperatore, che gli consigliava di "tenere in ordine la [sua] casa, gestirla bene, [...] trattare il [suo] entourage con umanità e [non] tollerare gli intrighi". Gli ha suggerito di viaggiare in Ungheria per conoscere il popolo, evitando di spendere troppo in questo tour. Nel complesso, gli ha ricordato che il suo primo dovere sarebbe stato quello di rendere giustizia al suo popolo.
L'arciduca Giuseppe entrò a Buda il 19 settembre 1795, guidando una processione tra una folla festante e marciando sotto gli archi di trionfo. Il 21 fu inaugurato come főispán della contea di Pest-Pilis-Solt-Kiskun, seguito dalla messa nella chiesa di Mattia, un pranzo offerto dal principe Battyhány con seicento ospiti e un ballo. Il giorno dopo prese posto come presidente del consiglio direttivo. Ha continuato a studiare storia e diritto ungherese da Lakics, e iniziò a imparare la lingua da Ferenc Verseghy che aveva partecipato al movimento giacobino ungherese.
Il primo caso che dovette affrontare era quello di otto insegnanti universitari e di scuola secondaria che erano stati presumibilmente associati a Imre Martinovics e alla massoneria. L'indagine in corso ha portato ad accuse come quella di aver tradotto La Marsigliese, aver organizzato raduni con massoni condannati e co-cospiratori di Martinovic, o aver insegnato il panteismo. L'imperatore ordinò un'indagine, che non era nell'interesse di János Németh, capo della direzione reale e stretto alleato di Izdenczy, poiché mancava di prove sostanziali. Così, convinse Giuseppe a proporre al sovrano il licenziamento di cinque dei maestri accusati, cosa che Francesco accettò. Il suo biografo Domanovszky scrive che in questa prima questione, che dovette risolvere solo tre settimane dopo l'arrivo a Buda, il governatore sembrava non avere ancora una testa propria e si affidò interamente a un rinvio che aveva ricevuto da Németh.
L'altra questione importante che Giuseppe dovette risolvere durante il suo primo anno in Ungheria fu quella dell'Università Reale di Pest. Dal 1790, c'erano piani per trasferirla in una città più piccola, vale a dire Nagyszombat (oggi Trnava), Esztergom, Vác o Eger. Nel 1794, queste città sollecitarono le rispettive contee a raggiungere un accordo, mentre Pest cercava di mantenere l'istituzione. La maggior parte dell'élite clericale, degli aristocratici conservatori e dei deputati della nobiltà volevano vederla rimossa. Il 23 ottobre 1795 il rinvio giunse al consiglio direttivo. Lo stesso governatore seguiva interamente l'opinione pubblica.
Il primo problema che risolse da solo fu un'epidemia di peste nella contea di Sirmia, aggravata da contromisure frettolose e incoerenti. Giuseppe ordinò il blocco dell'area infetta, provocando una rivolta della popolazione di due villaggi che avevano lasciato uscire i vicini in quarantena e avevano tentato di sfondare il cordone sanitario, protetto dall'esterno da civili armati dei villaggi vicini non infetti e dai militari. Il governatore fece appello per una spedizione di armi al consiglio marziale di Vienna, che generalmente si opponeva all'armamento dei civili per paura di una ribellione. Giuseppe mantenne la sua posizione, ottenendo le armi necessarie dopo i negoziati e impedendo alla malattia di diffondersi in altre parti del paese.
Oltre a queste questioni più ampie, il re si occupò principalmente di Giuseppe con la sorveglianza dei dissidenti e la scoperta di sospette cospirazioni. In piccoli dibattiti sulla tolleranza religiosa (che ha imposto nonostante fosse un devoto cattolico), sull'esportazione di vino (che ha sostenuto), o sul dare rifugio ai preti francesi (cosa che ha rifiutato di fare poiché temeva che sarebbero un peso eccessivo e impedirebbero ai sacerdoti locali di avanzare), si dimostrò un leader equilibrato e premuroso.

## Palatino d'Ungheria

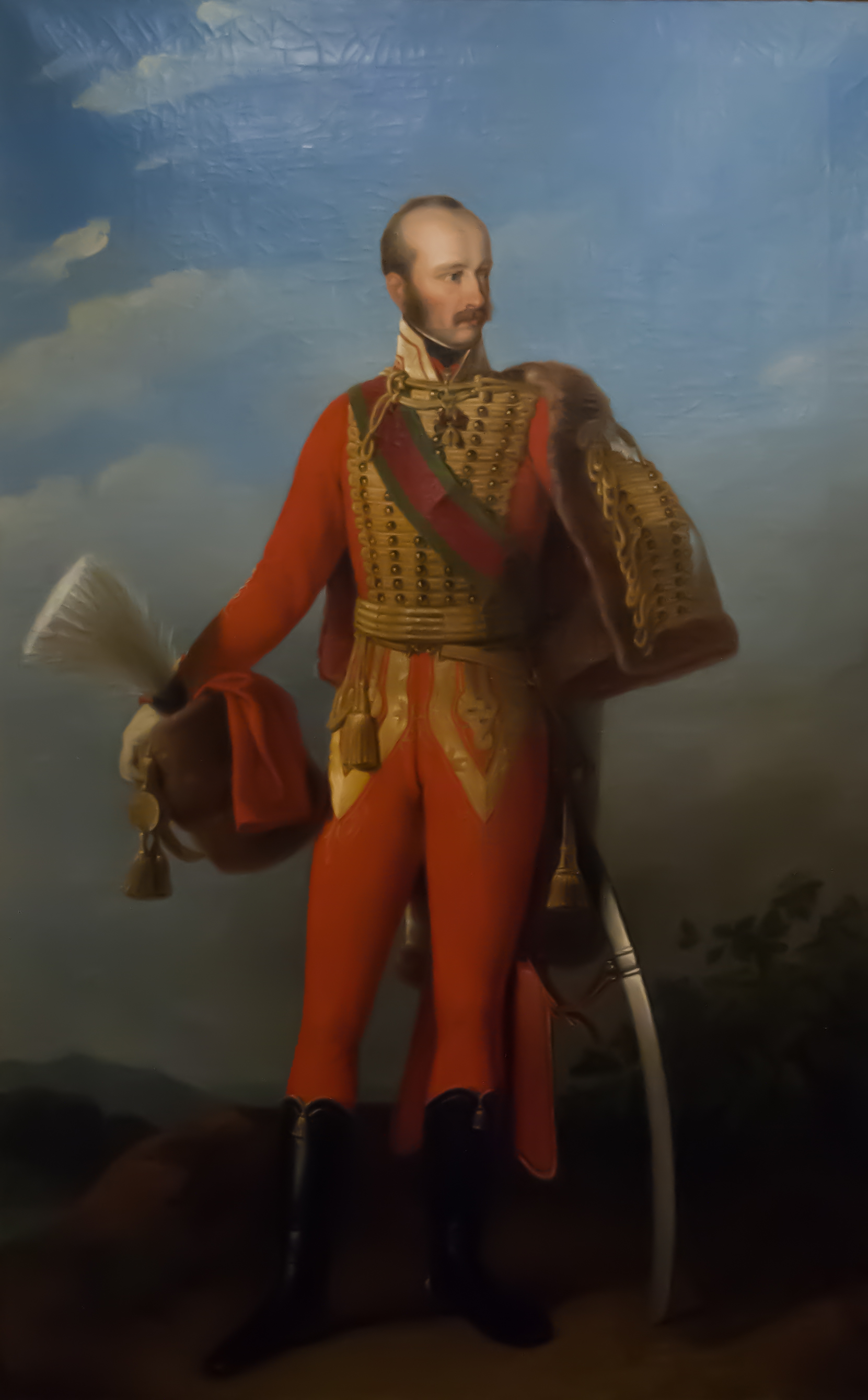
L'Arciduca Giuseppe, palatino d'Ungheria

Contrariamente alle speranze del partito reazionario, la maggior parte dei membri dell'aristocrazia e della nobiltà volevano vedere l'arciduca Giuseppe eletto palatino. Tuttavia, l'organo per eleggere il palatino era la Dieta d'Ungheria, che l'imperatore non aveva intenzione di consentire. Poiché aveva bisogno dell'assistenza degli ungheresi per combattere le guerre rivoluzionarie francesi, alla fine poté essere convinto a riunire una dieta con l'unico scopo di eleggere un palatino. Dopo molte trattative, durante le quali il governatore cercò di convincere il re che una dieta e un palatino erano necessari per fornire l'aiuto richiesto. L'8 novembre 1796, la dieta ebbe la sua prima sessione a Pozsony (oggi Bratislava), l'arciduca Giuseppe fu eletto palatino il 12 novembre.

### 1796–1802
Dopo la sua elezione a palatino, Giuseppe assunse un ruolo più attivo in Ungheria. Mentre in precedenza si era affidato principalmente alle opinioni e alle decisioni del partito ultraconservatore di Izdenczy e aveva sostenuto la rimozione di insegnanti progressisti accusati di corrompere i giovani, ora si rese conto che la loro indagine mancava di prove concrete e non era stata condotta in modo professionale. Ha criticato pesantemente questo alla corte viennese e ha rimproverato Németh.
Le considerazioni economiche apparvero per la prima volta nelle lettere dell'arciduca Giuseppe all'inizio del 1796. All'inizio di febbraio, avvertì l'imperatore Francesco della devastazione causata dalla perdita del mercato polacco del vino ungherese dopo che la Polonia era stata divisa. La sua proposta era che l'imperatore aiutasse il commercio del vino, ma fu respinta poiché Vienna voleva mantenere il dominio economico delle terre ereditarie degli Asburgo. Ai primi di settembre, mentre il sovrano continuava a chiedere all'Ungheria soldati e munizioni per la guerra in corso, il palatino riferì il desiderio della nobiltà di una dieta, che fu ferocemente osteggiata dalla corte.
Durante questi primi anni del suo palatinato, la maggior parte del tempo dell'arciduca fu occupata dai preparativi per la guerra, dall'equipaggiamento e dall'addestramento dei soldati ungheresi. All'inizio del 1797, dopo molti fallimenti militari, l'imperatore Francesco mandò la sua famiglia a Buda per la loro sicurezza. In questo periodo si può osservare un cambiamento in Giuseppe, in quanto smise di eseguire semplicemente la volontà di Francesco e divenne più attivo. Tuttavia, rimase conservatore nel suo pensiero e preoccupato che le idee dei pensatori illuministi potessero "confondere" i meno istruiti, avvertendo l'imperatore di tenere d'occhio i prigionieri di guerra di ritorno in patria, che potrebbero aver raccolto idee rivoluzionarie in Francia. All'inizio del 1798, suggerì l'istituzione di una forza di polizia contro la 'forte avanzata dello spirito rivoluzionario' e propose una polizia segreta per tenere d'occhio le città più grandi. Queste idee erano già state sollevate durante il regno di Giuseppe II ma erano troppo ferocemente contrastate dalla nobiltà.

### Viaggi in Russia
Un importante punto di svolta nell'atteggiamento dell'arciduca Giuseppe nei confronti del suo ufficio furono i suoi viaggi nell'impero russo. Nel 1798 e nel 1799 visitò due volte San Pietroburgo per finalizzare i piani di matrimonio con la figlia dell'imperatore Paolo I. Durante le trattative subì molte umiliazioni a causa degli errori diplomatici della corte viennese, che lo portarono a guardare con occhio più critico all'amministrazione del fratello. Prima del 1798, servì principalmente per eseguire la volontà imperiale in Ungheria e durante il suo breve primo matrimonio lavorò poco. Dopo la perdita della sua amata moglie, però, quando la sua attenzione si spostò di nuovo sulle questioni pubbliche, le affrontò in modo molto diverso rispetto a prima, con un'opinione tutta sua.
Già il 9 giugno 1801, il giorno dopo la nascita e la morte della figlia, scrisse un rinvio al fratello chiedendogli di liberare i restanti prigionieri politici della rivolta dei Martinovic, tra cui l'autore e riformatore linguistico Ferenc Kazinczy. Ha anche esortato l'imperatore a riunire una dieta, consentire una riforma dell'istruzione pubblica, istituire una seconda università e incrementare il commercio.

### 1801
Il 17 giugno 1801, Giuseppe presentò un rapporto all'imperatore, spiegando il suo punto di vista e le sue opinioni sull'Ungheria. Mentre era per lo più soddisfatto dell'opera dei sacerdoti, avrebbe preferito avere meno parrocchie ma tutte con buoni pastori. Ha criticato i membri dell'aristocrazia per non lottare per la conoscenza e le occupazioni utili. Nel dettagliare il suo punto di vista su tutte le classi della società ungherese, era insoddisfatto della burocrazia, accusandola di mancanza di zelo e diligenza e di non mantenere segrete le informazioni riservate. Le sue soluzioni proposte si sono concentrate non sull'oppressione dell'opposizione ma sul mantenimento del buon umore del paese consentendo una dieta.

### La dieta del 1802
Durante le guerre rivoluzionarie francesi, l'arciduca Carlo, fratello di Giuseppe e capo dell'esercito imperiale, pianificò un'importante riforma dell'addestramento e del servizio militare e chiese reclute e denaro all'Ungheria. Ciò poteva essere consentito solo dalla dieta, e la corte viennese temeva che la nobiltà sollevasse le loro numerose lamentele se ne fosse stata organizzata una. Giuseppe si adoperò per convincere il fratello a consentire ciò, e presentò le sue argomentazioni nella sua relazione del giugno 1801. Due giorni dopo aver consegnato la carta, il 19 giugno, chiese al Francesco di dichiarare il tempo e il luogo della dieta, proponendo marzo 1802 e Buda. Suggerì anche che il sovrano risolvesse alcuni dei problemi della nobiltà ungherese prima della dieta, come riattaccare la Dalmazia all'Ungheria, o consentire una libera esportazione di grano (che era stata vietata per impedire ai francesi di acquisirlo) per rilanciare l'economia. La situazione pressante dell'esercito imperiale nella guerra in corso alla fine portò la corte viennese ad accettare che la dieta doveva essere organizzata, ma a maggio e a Pozsony.
Nonostante le tragedie della sua vita personale (la morte della figlia neonata e poi della moglie all'inizio del 1801), nonché i problemi di salute fisica, lavorò duramente per preparare l'assemblea, combattendo la riluttanza dell'imperatore e dei suoi ministri che erano poco disposto a scendere a compromessi. In particolare respinsero l'aiutare l'economia ungherese in qualsiasi modo e l'idea di riattaccare la Dalmazia. Si rifiutarono anche di prendere in considerazione eventuali riforme educative e ritenevano che ciò dovesse essere deciso dal monarca senza consultare la nobiltà. Il legislatore viennese riteneva che l'Ungheria non contribuisse proporzionalmente alla monarchia asburgica, mentre molti ungheresi criticavano il governo per aver frenato le opportunità di sviluppo industriale.
Dopo una prima sessione il 6 maggio, la Dieta del 1802 fu cerimoniosamente aperta il 13, con la presenza di più membri della dinastia degli Asburgo. Nel suo discorso di apertura, Giuseppe si schierò più con gli ungheresi che con la sua stessa dinastia, promettendo di proteggere i diritti del paese se l'imperatore avesse tentato di violarli.
Lo scopo principale della dieta era quello di ottenere una legislazione che aiutasse lo sviluppo agricolo e industriale dell'Ungheria, soffocato dalle normative doganali di Maria Teresa e Giuseppe II.
Un altro problema sollevato alla dieta era quello delle banconote, che erano in uso dal 1762. L'accettazione delle banconote come forma di pagamento da parte di tutti fu resa obbligatoria nel 1800. A causa del debito pubblico, anche l'inflazione era preoccupante.
A questo punto, tuttavia, i nobili partecipanti erano diventati diffidenti nei confronti del re e insistevano su tutte le loro precedenti richieste, nonostante Giuseppe cercasse di convincerli a scendere a compromessi. Alla fine, disse agli inviati che se non avessero accettato la sua mediazione avrebbe consigliato all'imperatore di rifiutare tutte le loro richieste. In risposta a questa minaccia la dieta ha votato per consentire dodicimila nuove reclute e ha promesso di trovare una soluzione definitiva per il reclutamento continuo nella dieta successiva. L'imminente Dieta del 1804 non mantenne queste promesse e fu del tutto irrilevante, con qualche sviluppo verso l'ungherese come lingua ufficiale del paese (invece del latino).

### Politica interna
Durante i decenni del suo palatinato, l'arciduca Giuseppe continuò a mediare tra la sua dinastia e il popolo ungherese. Ha cercato di moderare e unificare quest'ultimo, soprattutto alla Dieta del 1832-1836. Quindi, ha convinto la Camera dei Magnati a non porre il veto alle proposte della Camera dei Rappresentanti. Nel 1840 ottenne l'amnistia imperiale per i progressisti ungheresi László Lovassy, Lajos Kossuth e Miklós Wesselényi, che erano stati perseguitati per le loro opinioni. Quando, nel 1843, il governo viennese cercò di chiudere il Védegylet, un'associazione che aiutava le industrie ungheresi promuovendo e acquistando i loro prodotti, il palatino intervenne a proteggerle.
Nel 1802, Giuseppe sostenne l'istituzione di una biblioteca nazionale, che in seguito si sarebbe sviluppata nella Biblioteca nazionale Széchényi e nel Museo nazionale ungherese. Alla sua collezione contribuì preziosi codici e libri. Nel 1826 fondò il National Royal Joseph Institute and School of the Blind, oggi National Institute for the Blind. Nel 1835 partecipò alla fondazione della Royal Hungarian Ludovica Defense Academy (oggi Zrínyi Miklós National Defense University) per la formazione ai cadetti.
Sulla Dieta del 1825, riunita dopo una pausa di tredici anni su insistenza di Giuseppe, fu istituita l'Accademia delle scienze ungherese, alla quale contribuì con diecimila fiorini. Nel 1846 fondò il Royal Joseph Polytechnic, predecessore dell'odierna Università di Tecnologia e di Economia di Budapest.
Per lo sviluppo dei trasporti ungheresi, nel 1827-28 fondò per la prima volta la linea di carri a cavalli Kőbánya, poi la prima linea ferroviaria del paese tra Pest e Vác. In questo ha collaborato con il conte István Széchenyi. Ha contribuito a fondare la Banca del commercio ungherese di Pest e su sua iniziativa, nel parco del castello di Alcsútdoboz, venne piantato un arboreto con più di 300 specie di piante, ancora oggi visitabile.

## Matrimoni

### Primo matrimonio

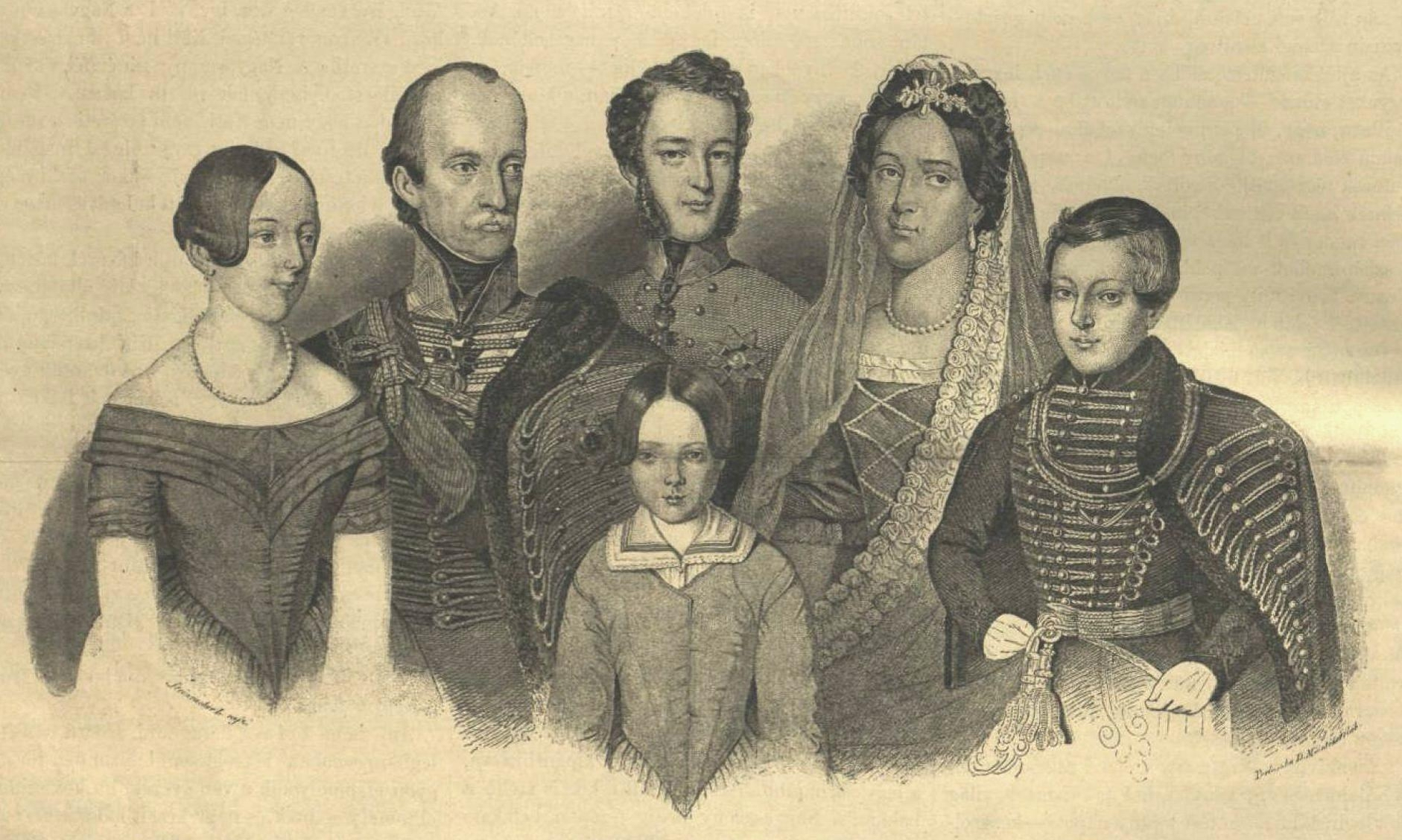
La famiglia dell'Arciduca Giuseppe in una litografia 1889

Nel 1798, Giuseppe apprese dall'imperatore che doveva sposare un membro della famiglia imperiale russa per assicurarsi l'imperatore Paolo I come alleato nelle guerre rivoluzionarie francesi. La sposa proposta era la quindicenne granduchessa Aleksandra Pavlovna Romanova, la figlia maggiore dello zar. Nel gennaio 1799, Giuseppe partì per San Pietroburgo viaggiando sotto lo pseudonimo di 'Conte Burgau', e vi arrivò il 20 febbraio. Fu accolto calorosamente e abbracciato dall'imperatore e poi presentato all'imperatrice e alle granduchesse. L'arciduca rimase incantato dal fascino e dalla 'riservata modestia' di Aleksandra, una ragazza alta e bionda, che descrisse come 'ben fatta e molto bella', oltre che intelligente e talentuosa. In una lettera al fratello Francesco, dichiarò il loro incontro il "momento più felice della [sua] vita" e Aleksandra una nobile principessa con la quale sarebbe stato felice.
Giuseppe chiese la mano di Aleksandra ai suoi genitori il 22 febbraio in loro presenza, e loro diedero la loro benedizione. Durante la cerimonia di fidanzamento, la sposa indossava un díszmagyar e gli anelli di fidanzamento vennero scambiati dallo stesso imperatore. Trascorse un altro mese a San Pietroburgo, partì il 20 marzo per assumere un ruolo di comando militare. Una fazione guidata dal barone Johann Amadeus von Thugut cospirò per sostituire l'arciduca Carlo con Giuseppe, che lui stesso non sostenne. Questi piani fallirono poiché l'imperatore Francesco era troppo indeciso per entrare in conflitto aperto con il suo popolare fratello. Allo stesso tempo l'imperatore Paolo avrebbe voluto vedere il suo futuro genero guidare l'esercito imperiale.
Giuseppe arrivò a Buda il 13 maggio e iniziò a prepararsi per l'arrivo della sua futura moglie, ridecorando gli appartamenti del castello di Buda e radunando cortigiane. Esortò suo fratello l'imperatore a designare un giorno per le nozze, ma Francesco non rispose a nessuna delle sue lettere fino al 19 agosto. Nel frattempo, l'imperatore Paolo sembrava essere rimasto deluso dall'alleanza, quindi Giuseppe fu rimandato in Russia per influenzarlo e la data del matrimonio fu finalmente decisa per il 30 ottobre.
Arrivato il 15 ottobre al Palazzo Gatčina, fu inizialmente accolto calorosamente, ma dopo l'arrivo della notizia di battaglie perse (che furono attribuite al barone von Thugut), l'imperatore si rifiutò di parlargli. La corte viennese complicò ulteriormente la situazione chiedendo che il matrimonio cattolico romano precedesse quello ortodosso, e fosse celebrato dall'arcivescovo di Leopoli. L'imperatore era irritato dall'idea di rinviare la cerimonia e tutti furono molto sollevati quando l'arcivescovo arrivò il 26 ottobre. Gli austriaci hanno poi dovuto accettare che la cerimonia ortodossa precedesse quella cattolica. Il 29 ottobre Giuseppe fece visita all'imperatore senza preavviso, chiedendo la sua benedizione e impegnandosi a risolvere apertamente e onestamente le loro questioni diplomatiche. Ciò fece una grande impressione su Paolo e il matrimonio poté procedere secondo i piani.
Il 30 ottobre ebbe luogo la cerimonia. Il matrimonio fu dapprima celebrato secondo i riti ortodossi nella cappella imperiale del Palazzo Gatčina, poi si tenne la cerimonia cattolica romana. I giorni seguenti furono oscurati da notizie di battaglie perse e successive tensioni tra Austria e Russia, così come da disaccordi sui dettagli della dote. L'imperatore rifiutò nuovamente di vedere suo genero, ma si riconciliò con lui poco prima della partenza della giovane coppia il 2 dicembre, il che fu molto emozionante. Dopo una visita a Vienna, arrivarono a Buda l'11 febbraio. Tuttavia, l'alleanza austro-russa andò presto in pezzi quando l'imperatore Paolo si ritirò.
Durante il breve matrimonio, la coppia visse felicemente e godette della reciproca compagnia. C'erano molti festeggiamenti organizzati per e dalla nuova arciduchessa, inclusi concerti, balli, cacce e una festa del raccolto sull'isola Margherita, a cui di solito indossava abiti in stile ungherese. La coppia cavalcò e fece il giro di Buda in carrozza, visitarono il villaggio di Üröm, che ad Aleksandra piaceva così tanto che Giuseppe glielo comprò, progettando di costruirvi una residenza estiva. Le piaceva la musica popolare ungherese e parlava con delegazioni di tóts (antico nome per gli slavi del sud cattolici romani che vivono in Ungheria) in un misto di russo e slovacco. Per il compleanno di Giuseppe nel 1800, incaricò Haydn di dirigere il suo oratorio La creazione e invitò anche Beethoven a esibirsi a Budapest.
Come risultato della sua gentilezza e considerazione, Aleksandra divenne così benvoluta dagli ungheresi che iniziarono a chiamarla magyar királyné ("regina consorte ungherese"), con grande sgomento della corte viennese e in particolare dell'imperatrice Maria Teresa di Borbone-Due Sicilie (che era, in infatti, regina consorte d'Ungheria). Ogni volta che la coppia palatina visitava Vienna, Aleksandra veniva umiliata in molti piccoli modi, e non erano ospitati nel palazzo con il resto della famiglia imperiale, ma in una casa isolata nel giardino.
Aleksandra rimase incinta molto presto. Mentre i primi stadi furono facili, sviluppò la febbre due giorni prima del parto. L'8 marzo 1801, la mattina presto nacque una figlia dopo un travaglio prolungato, ma secondo quanto riferito era "minuscola e molto debole" e morì in giornata, forse un'ora. Secondo Domanovszky, la bambina venne chiamava Alessandrina, ma Hankó e Kiszely, che riesumarono ed esaminarono i corpi della bambina, affermano che era registrata come Paolina nel suo certificato di morte, e lo stesso nome era inciso sulla bara, il che vuol dire, probabilmente, che venne battezzata post-mortem con un nome diverso da quello usato durante la sua brevissima vita. Fu sepolta nella chiesa dei Cappuccini alla presenza di molti dignitari ungheresi. Nel 1838 fu trasferita nella Cripta Palatinale con le urne contenenti gli intestini e il cuore della madre. Un'indagine successiva ha stabilito che i resti erano quelli di un neonato completamente e normalmente sviluppato, per niente "minuscola e molto debole", e quindi ha concluso che probabilmente è morta di ipossia durante il lungo parto.
Aleksandra morì il 16 marzo. L'imperatore- ordinò alla corte un periodo di lutto di sei settimane, con alcune modifiche a causa della diversa religione della defunta arciduchessa. Nella primavera del 1802 iniziarono i lavori della Cappella di Sant'Alessandra a Üröm, dove Aleksandra aveva chiesto di riposare.

### Secondo matrimonio

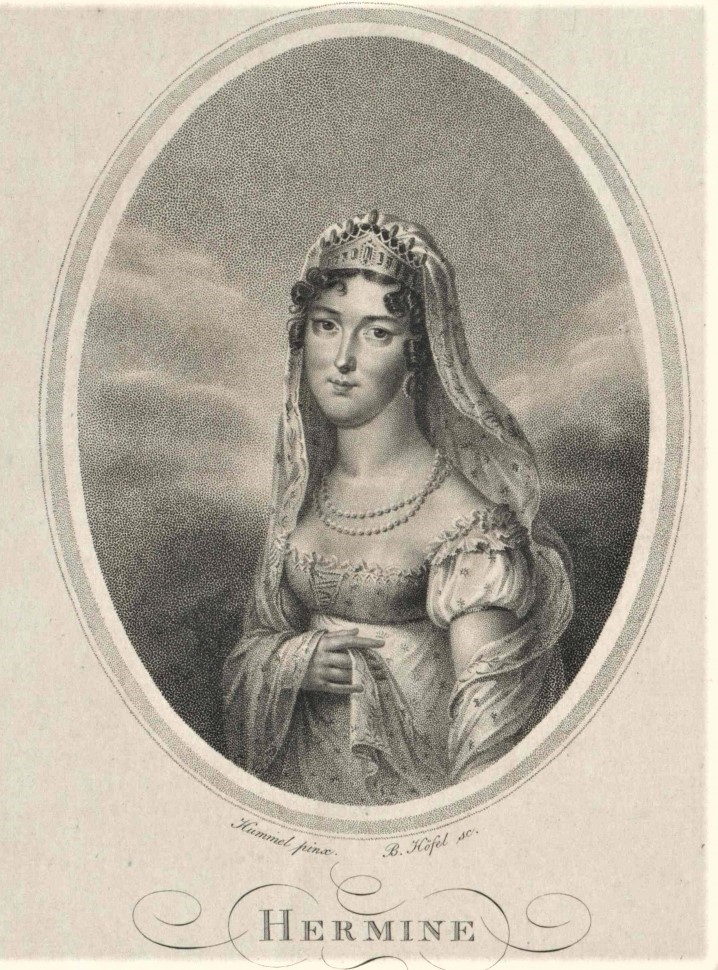
Erminia di Anhalt-Bernburg-Schaumburg-Hoym

All'inizio del 1803, l'arciduca Giuseppe visitò la famiglia della sua defunta moglie su invito della sua ex suocera. Era chiaro che parte del motivo dell'invito era organizzargli un nuovo matrimonio. L'imperatrice Elizaveta Aleksevna voleva che lui sposasse sua sorella maggiore, la principessa Amalia di Baden, un piano sostenuto dal nuovo imperatore, Alessandro I. Amalia era nota per la sua gentilezza e bontà ma non per la sua bellezza, e Giuseppe non era attratto da lei. Da parte sua, alla principessa non piaceva la personalità di Giuseppe. L'imperatrice Elizaveta convinse l'imperatrice vedova Maria a cercare di convincere l'arciduca a sposare Amalia, poiché aveva una grande influenza su di lui. Giuseppe non voleva offendere la ex suocera e aspettò settimane prima di rifiutare apertamente l'idea.
Durante il suo soggiorno si affezionò alla cognata quindicenne, la granduchessa Ekaterina Pavlovna, promessa al principe elettorale Ludovico di Baviera. Tuttavia, sapeva quanto fosse severa la chiesa ortodossa nel mantenere le leggi sull'incesto che proibivano il matrimonio tra cognati, e quindi non fece formalmente la proposta.
Qualche tempo dopo, il palatino considerò la principessa Carlotta di Sassonia-Hildburghausen, figlia di Federico di Sassonia-Hildburghausen, come sua fidanzata quando il suo fidanzamento con il granduca Konstantin Pavlovič era appena stato interrotto, ma non si hanno ulteriori informazioni su perché questo piano non si è mai concretizzato. Nel 1804 tentò di trovare una sposa dalla Baviera, ma decise di non rischiare di fare la proposta a causa della disapprovazione francese.
L'arciduca avrebbe visto la granduchessa Ekaterina Pavlovna altre due volte: la prima, nel 1809, quando attraversò l'Ungheria per sposare il duca Giorgio di Oldenburg. Il palatino la scortò attraverso il paese. Nel 1815, quando anche la stessa Ekaterina Pavlovna era rimasta vedova, si incontrarono di nuovo al Congresso di Vienna. Voci contemporanee sospettavano che i due avrebbero ora rivisitato i loro vecchi progetti di matrimonio, ma non c'erano segni di ciò. L'arciduca Giuseppe quell'anno sposò qualcun altro e Caterina sposò il re Guglielmo I di Württemberg e morì nel 1819.
Dopo quattordici anni di vedovanza, concluse le guerre napoleoniche, Giuseppe decise di risposarsi nel 1815. Il 30 agosto 1815, nel castello di Schaumburg, sposò la principessa Erminia di Anhalt-Bernburg-Schaumburg-Hoym (2 dicembre 1797-14 settembre 1817), figlia maggiore del defunto Vittorio II di Anhalt-Bernburg-Schaumburg-Hoym e della principessa Amalia di Nassau-Weilburg. La sposa, di ventidue anni più giovane dello sposo, proveniva da un piccolo stato tedesco e praticava il calvinismo. Divenne una nádorné ("moglie del palatino") attiva e benvoluta, particolarmente popolare tra i protestanti. Nel 1817 fondò la prima associazione femminile di beneficenza ( "nőegyesület") in Ungheria. La coppia ebbe due figli:
- Arciduchessa Erminia Amalia Maria (1817-1842);
- Arciduca Stefano (1817-1867), Palatino di Ungheria.

Il travaglio è stato molto complicato e Erminia è morta di infezioni postpartum entro ventiquattro ore.
Giuseppe non era presente al parto perché previsto solo in ottobre, e andò ad accogliere la suocera in Ungheria. Fu sepolta nella cripta della chiesa calvinista in Széna tér (oggi Kálvin tér) che aveva contribuito a costruire con una donazione nel 1816. La devastante alluvione del 1838 danneggiò la cripta e portò via le urne contenenti il suo cuore e l'intestino ma lasciarono intatta la bara. In seguito, Giuseppe ottenne una licenza ecclesiastica per trasferire le spoglie di Erminia nella Cripta Palatinale, nonostante lei non fosse cattolica. È stata collocata in una camera separata all'interno della cripta e vi riposa ancora tutt'oggi, in un posto più centrale.

### Terzo matrimonio

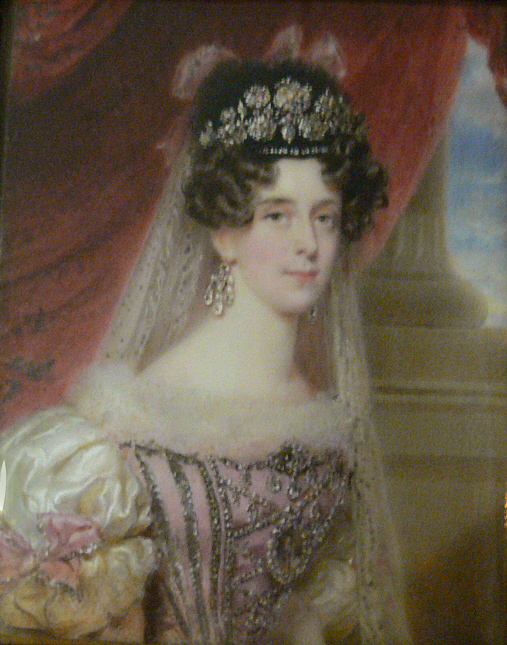
Maria Dorotea di Württemberg ritratta da Moritz Michael Daffinger nel 1845

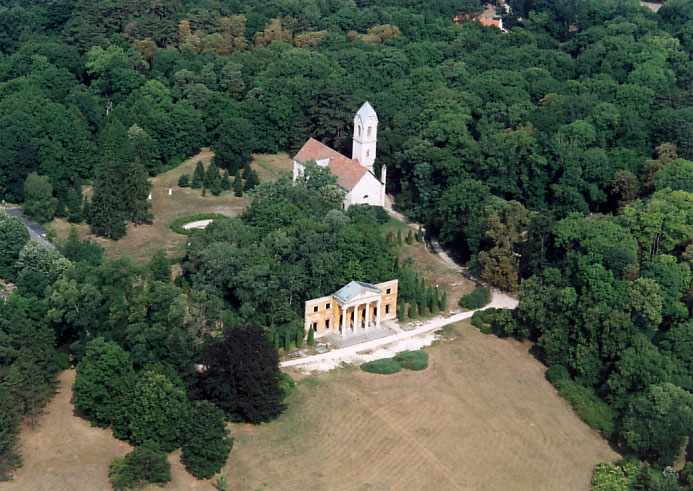
Veduta aerea dei resti del suo palazzo a Alcsútdoboz

Dopo i suoi due tragici matrimoni e in un clima economico e politico grave, l'arciduca Giuseppe volle sposarsi per la terza volta. Alla ricerca di una compagna nei suoi problemi quotidiani, scelse la ventiduenne duchessa Maria Dorotea di Württemberg (1 novembre 1797-30 marzo 1855), figlia del duca Ludovico di Württemberg e della principessa Enrichetta di Nassau-Weilburg. L'ex ducato di Württemberg era stato un alleato dell'Impero austriaco alla fine delle guerre napoleoniche, motivo per cui l'imperatore acconsentì all'unione. La coppia, con una differenza di età di ventuno anni, si sposò nel Kirchheim unter Teck il 24 agosto 1829.
Giuseppe e Maria Dorotea ebbero cinque figli:
- Arciduchessa Francesca Maria Elisabetta (1820);
- Arciduca Alessandro Leopoldo (1825–1837);
- Arciduchessa Elisabetta Francesca (1831–1903), sposò in prime nozze Ferdinando Carlo Vittorio d'Asburgo-Este, ed in seconde nozze l'arciduca Carlo Ferdinando d'Asburgo-Teschen;
- Arciduca Giuseppe Carlo (1833–1905), Palatino d'Ungheria dopo il fratellastro Stefano;
- Arciduchessa Maria Enrichetta (1836–1902), sposò Leopoldo II del Belgio.

Maria Dorotea trascorse la sua vita da nádorné con opere di beneficenza, in particolare sostenendo la chiesa luterana. Ha fondato e sostenuto molte società e istituzioni di beneficenza. Aiutò anche Giuseppe nel suo lavoro di palatino, specialmente nella lotta per rendere l'ungherese la lingua ufficiale del paese al posto del latino. Il primo dell'anno 1826 tenne un discorso in ungherese, la prima volta che un'arciduchessa asburgica si rivolse al paese nella sua lingua. Maria Dorotea partecipava attivamente alla vita sociale di Pest, frequentando le case dei Károlyi e degli Széchenyi, con il quale ha conversato in gran parte in ungherese. In molte occasioni indossava un abito in stile ungherese.

## Morte

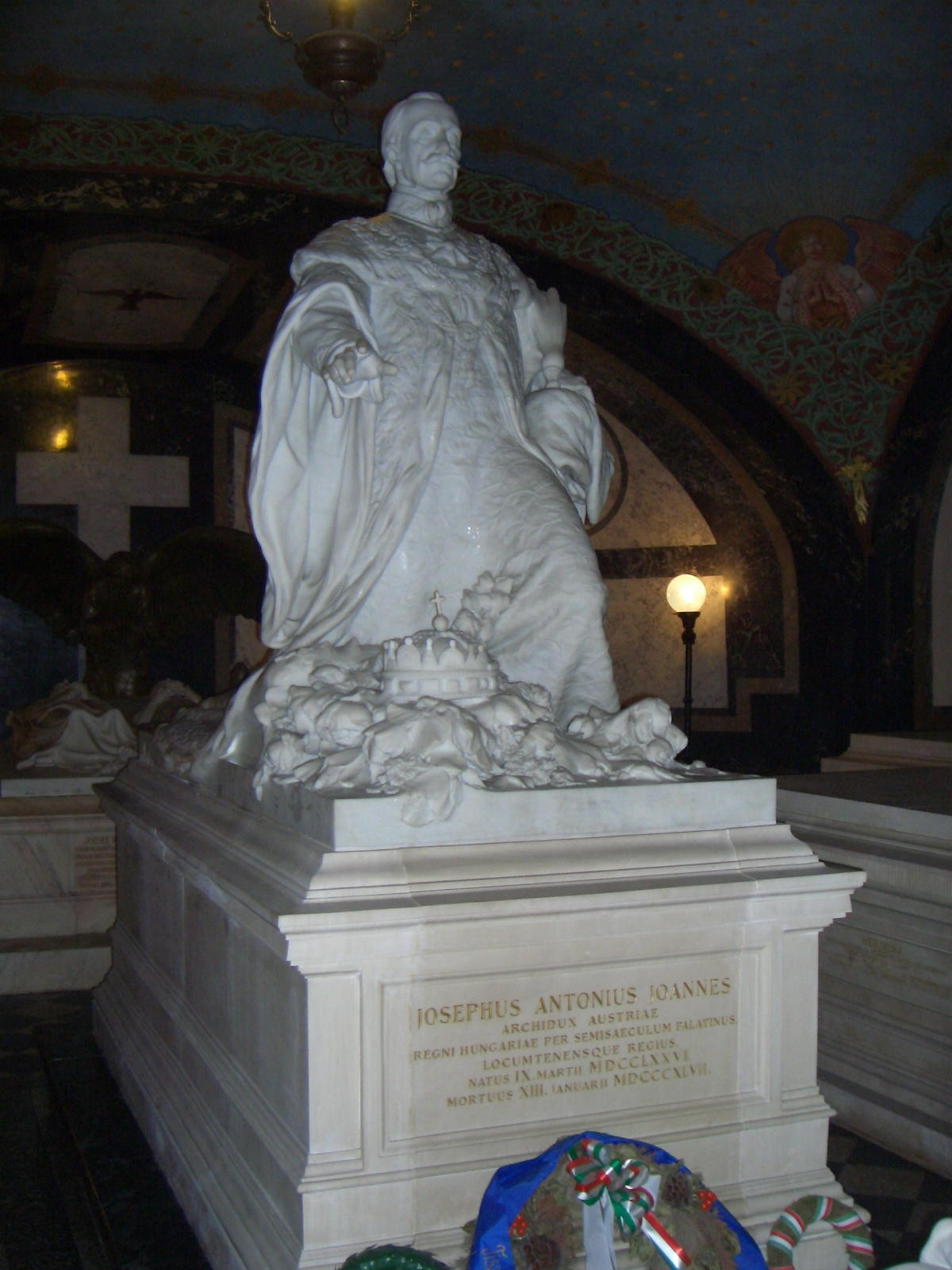
La sua tomba nel Palatinsgruft ín Castello di Buda

Nel settembre 1846 l'arciduca celebrò il cinquantesimo anniversario della sua nomina a palatino. A quel punto, era in cattive condizioni di salute e fu costretto a letto all'inizio di ottobre 1846. L'11 gennaio 1847 prese l'estrema unzione e ricevette suo figlio Stefano, che gli portò la notizia del fidanzamento di sua sorella Elisabetta, cosa che deliziò il padre. Quindi, conversarono sul futuro della loro famiglia e dell'Ungheria.
Il 12 gennaio ha chiesto di essere portato alla finestra per guardare Pest, ormai capitale di centomila abitanti. I suoi medici riferivano al pubblico tre volte al giorno della sua salute, scrivendo di un "incessante declino della vitalità e dell'accumulo di sintomi calamitosi", che non "consentivano di fare alcun rapporto confortante". Tenuto sveglio da continui singhiozzi, dormiva poco e il suo modo di parlare era difficile da capire. Il 13 gennaio all'alba benedisse i suoi figli un'ultima volta prima di morire alle nove del mattino, all'età di settantun anni.
A seguito di un'autopsia, il corpo del defunto arciduca fu imbalsamato e sepolto nella cripta palatina indossando il díszmagyar e la causa della sua morte fu data come "paralisi intestinorum", paralisi intestinale. Dopo che i tombaroli avevano disturbato il corpo, un'indagine medica sui resti hanno stabilito che fosse effettivamente morto per paralisi e conseguente shock circolatorio, ma la diagnosi specifica rimane sconosciuta. Un disturbo proposto che potrebbe portare ai sintomi mostrati dal palatino era l'ingrossamento della prostata.
Il figlio dell'arciduca Giuseppe, Stefano, fu eletto il successivo (e ultimo) nádor, mentre Giuseppe fu onorato come uno che era "nato asburgico ma morto ungherese". Il 25 aprile 1869, la sua statua di Johann Halbig fu inaugurato alla presenza dell'allora coppia imperiale, Francesco Giuseppe I ed Elisabetta, a dimostrazione della loro fiducia e amore per l'Ungheria in seguito al compromesso austro-ungarico del 1867.

## Ascendenza
|                                            |                     |                                               | Genitori                                     |  |  | Nonni |  |  | Bisnonni           |  |  | Trisnonni         |  |
|                                            |                     |                                               |                                              |  |  |       |  |  | Leopoldo di Lorena |  |  | Carlo V di Lorena |  |
|                                            |                     |                                               |                                              |  |  |       |  |  | Leopoldo di Lorena |  |  | Carlo V di Lorena |  |
|                                            |                     | Eleonora Maria Giuseppina d'Austria           |                                              |  |  |       |  |  | Leopoldo di Lorena |  |  |                   |  |
| Francesco I di Lorena                      |                     |                                               |                                              |  |  |       |  |  | Leopoldo di Lorena |  |  |                   |  |
|                                            |                     | Elisabetta Carlotta di Borbone-Orléans        | Filippo I di Borbone-Orléans                 |  |  |       |  |  |                    |  |  |                   |  |
|                                            |                     | Elisabetta Carlotta di Borbone-Orléans        | Filippo I di Borbone-Orléans                 |  |  |       |  |  |                    |  |  |                   |  |
|                                            |                     | Elisabetta Carlotta di Borbone-Orléans        | Elisabetta Carlotta del Palatinato           |  |  |       |  |  |                    |  |  |                   |  |
| Leopoldo II d'Asburgo-Lorena               |                     | Elisabetta Carlotta di Borbone-Orléans        |                                              |  |  |       |  |  |                    |  |  |                   |  |
|                                            |                     | Carlo VI d'Asburgo                            | Leopoldo I d'Asburgo                         |  |  |       |  |  |                    |  |  |                   |  |
|                                            |                     | Carlo VI d'Asburgo                            | Leopoldo I d'Asburgo                         |  |  |       |  |  |                    |  |  |                   |  |
|                                            |                     | Carlo VI d'Asburgo                            | Eleonora del Palatinato-Neuburg              |  |  |       |  |  |                    |  |  |                   |  |
| Maria Teresa d'Austria                     |                     | Carlo VI d'Asburgo                            |                                              |  |  |       |  |  |                    |  |  |                   |  |
|                                            |                     | Elisabetta Cristina di Brunswick-Wolfenbüttel | Luigi Rodolfo di Brunswick-Lüneburg          |  |  |       |  |  |                    |  |  |                   |  |
|                                            |                     | Elisabetta Cristina di Brunswick-Wolfenbüttel | Luigi Rodolfo di Brunswick-Lüneburg          |  |  |       |  |  |                    |  |  |                   |  |
|                                            |                     | Elisabetta Cristina di Brunswick-Wolfenbüttel | Cristina Luisa di Oettingen-Oettingen        |  |  |       |  |  |                    |  |  |                   |  |
| Giuseppe Antonio Giovanni d'Asburgo-Lorena |                     | Elisabetta Cristina di Brunswick-Wolfenbüttel |                                              |  |  |       |  |  |                    |  |  |                   |  |
|                                            | Filippo V di Spagna | Luigi, il Gran Delfino                        |                                              |  |  |       |  |  |                    |  |  |                   |  |
|                                            | Filippo V di Spagna | Luigi, il Gran Delfino                        |                                              |  |  |       |  |  |                    |  |  |                   |  |
|                                            | Filippo V di Spagna | Maria Anna di Baviera                         |                                              |  |  |       |  |  |                    |  |  |                   |  |
| Carlo III di Spagna                        | Filippo V di Spagna |                                               |                                              |  |  |       |  |  |                    |  |  |                   |  |
|                                            |                     | Elisabetta Farnese                            | Odoardo II Farnese                           |  |  |       |  |  |                    |  |  |                   |  |
|                                            |                     | Elisabetta Farnese                            | Odoardo II Farnese                           |  |  |       |  |  |                    |  |  |                   |  |
|                                            |                     | Elisabetta Farnese                            | Dorotea Sofia di Neuburg                     |  |  |       |  |  |                    |  |  |                   |  |
| Maria Ludovica di Borbone-Spagna           |                     | Elisabetta Farnese                            |                                              |  |  |       |  |  |                    |  |  |                   |  |
|                                            |                     | Augusto III di Polonia                        | Augusto II di Polonia                        |  |  |       |  |  |                    |  |  |                   |  |
|                                            |                     | Augusto III di Polonia                        | Augusto II di Polonia                        |  |  |       |  |  |                    |  |  |                   |  |
|                                            |                     | Augusto III di Polonia                        | Cristiana Eberardina di Brandeburgo-Bayreuth |  |  |       |  |  |                    |  |  |                   |  |
| Maria Amalia di Sassonia                   |                     | Augusto III di Polonia                        |                                              |  |  |       |  |  |                    |  |  |                   |  |
|                                            |                     | Maria Giuseppa d'Austria                      | Giuseppe I d'Asburgo                         |  |  |       |  |  |                    |  |  |                   |  |
|                                            |                     | Maria Giuseppa d'Austria                      | Giuseppe I d'Asburgo                         |  |  |       |  |  |                    |  |  |                   |  |
|                                            |                     | Maria Giuseppa d'Austria                      | Guglielmina Amalia di Brunswick-Lüneburg     |  |  |       |  |  |                    |  |  |                   |  |
|                                            |                     | Maria Giuseppa d'Austria                      |                                              |  |  |       |  |  |                    |  |  |                   |  |